# قانون لیبرمایستر
قانون لیبرمایستر (انگلیسی: Liebermeister's rule) اشاره‌ای به نسبت افزایشی میان تعداد ضربان قلب و میزان تغییر دمای یک فرد بالغ در هنگام تب است. هر ۱ درجه سانتیگراد افزایش دمای بدن، ضربان قلب را ۸ ضربه در دقیقه افزایش می‌دهد؛ با این حال تعداد دقیق تغییر ضربان قلب در منابع مختلف به‌طور قابل توجهی متفاوت است. یک استثنای این قاعده، وجود برادی‌کاردی نسبی با تب است نسبی که به نشانه فاژه معروف است و در برخی بیماری‌ها، به ویژه تب زرد، تولارمی و سالمونلا تیفی مشاهده می‌شود. قانون لیبرمایستر نامش را از کارل فون لیبرمایستر می‌گیرد که نخستین بار آن را کشف و توصیف کرد.